# شركة أبو ظبي للمطارات

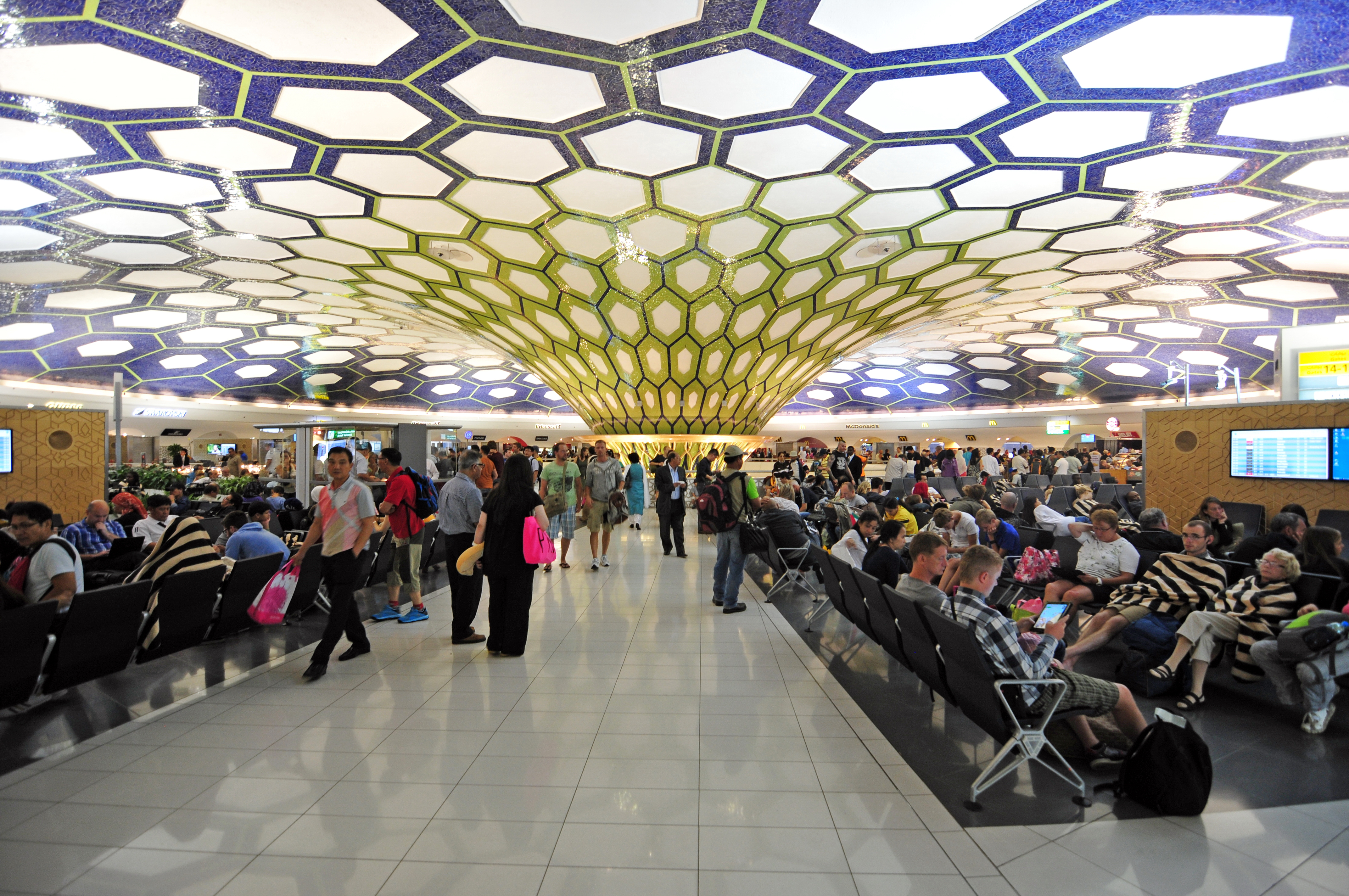
مطار أبوظبي الدولي

شركة أبو ظبي للمطارات هي شركة عامة تعمل في مجال إدارة المطارات. تم إنشاء الشركة من قبل المرسوم الأميري رقم 5 في 4 مارس عام 2006، والشركة مملوكة بالكامل من قبل حكومة أبوظبي. يشمل نطاق عمل الشركة على إدارة مطارات في إمارة أبوظبي، وحاليا تدير مطار أبوظبي الدولي، ومطار العين الدولي ومطار صير بني ياس مطار البطين للطيران الخاص، ومطار جزيرة دلماوتدير إثنين من مرافق تسجيل الوصول في مدينة أبوظبي، وهما: مبنى المسافرين في النادي السياحي، ومحطة المعرض في شركة أبوظبي الوطنية للمعارض (أدنيك). وتحرص شركة مطارات أبوظبي على احتضان الابتكار التكنولوجي والنمو الاقتصادي وضمان سلامة النقل الجوي في جميع المطارات في أبوظبي
ويمكن للمسافرين عبر مطار أبوظبي الدولي الاستفادة من العروض التجارية على العلامات التجارية العالمية في منافذ السوق الحرة وذلك بفضل عقد شركة أبو ظبي للمطارات مع شركة "دي إف إس" أكبر شركات التجزئة للعلامات التجارية الفخمة في الأسواق الحرة عالميا لإدارة وتشغيل عمليات سوق أبوظبي الحرة

## الجوائز
من أهم الجوائز التي حصلت عليها شركة أبو ظبي للمطارات:
- جائزة "أفضل الممارسات للحد من المخاطر"
- جوائز تجزئة السفر العالمية وتضم :

1. أفضل مطار لبيئة البيع بالتجزئة
2. أفضل خيارات لمنافذ المأكولات والمشروبات
3. أفضل مطار بشكل عام
4. أفضل خدمة عملاء
- جائزة "صوت العميل"، تقديراً لجمع آراء المسافرين و فهم احتياجاتهم
- جائزة أفضل مطار من حيث الحجم في المنطقة،
- شهادة تدقيق السلامة للعمليات الأرضية (ISAGO) لخدمات المناولة الأرضية "مناولة"
- الاعتماد الصحي للمطارات من المجلس الدولي للمطارات ACI